# Kitazono Katsue

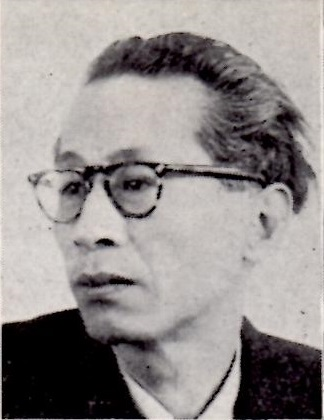
Kitasono Katsue

Kitazono Katsue (japanisch 北園 克衛, auch: Kitasono Katsue, wirklicher Name: Hashimoto Kenkichi (橋本 健吉); * 29. Oktober 1902 in Ise, Präfektur Mie; † 6. Juni 1978 in Tōkyō) war ein japanischer Lyriker und Fotograf. Sein Bruder war der Bildhauer Hashimoto Heihachi.

## Leben
Kitazono kam 1919 nach Tokio und machte seinen Studienabschluss im Fach Wirtschaftswissenschaften an der Chūō-Universität. In den späten 1920er Jahren nahm er mit Avantgarde-Dichterkreisen um Nishiwaki Junzaburō, Takiguchi Shūzō und anderen Verbindung auf und lernte dort die europäische dadaistische und surrealistische Literatur kennen. Seine ersten eigenen Gedichte veröffentlichte er 1924 in der ersten Ausgabe von Nogawa Ryus Magazin Ge.Gjmgjgam.Prrr.Gjmgem (sic!). Bei der zweiten Ausgabe des Magazins fungierte er bereits als Chefherausgeber. Zu den literarischen Journalen, die er in späteren Jahren veröffentlichte,  zählen Madame Blanche und ab 1935 VOU.
1929 erschien sein Album in Weiß (白のアルバム, Shiro no arubamu), der erste von mehr als zwanzig Gedichtbänden, der als sein bedeutendstes Werk gilt. Seine in Englisch geschriebenen Opera Poetica (1934) widmete er Paul Éluard. Ab 1936 verband ihn eine Brieffreundschaft mit Ezra Pound. Beide beeinflussten sich gegenseitig in ihrem Schaffen und unterstützten sich u. a. bei der Veröffentlichung von Werken.
Der Zweite Weltkrieg bedeutete einen tiefen Einschnitt in Kitasonos Leben. Seine erste bedeutende Veröffentlichung nach dem Krieg war der 1951 erschienene Gedichtband Schwarzes Feuer (黒い火, Kuroi hi) beeinflusst. Unter dem Eindruck der Arbeiten seines Freundes, des Photographen Yamamoto Kansuke, schuf er eine Verbindung von Lyrik und Photographie, die er „Plastische Lyrik“ (プラスティック・ポエム, plastic poem) nannte.
Lange Zeit galt die asiatische avantgardistische Literatur als epigonal, zudem erschwerten Sprachbarrieren die Veröffentlichung in der westlichen Welt. Größere Bekanntheit erlangte sein Werk durch John Solts Publikation Shredding the Tapestry of Meaning. Eine Auswahl seiner Gedichte erschien unter dem Titel oceans beyond monotonous space.
Zu seinen Gedichtssammlungen gehören weiter
- „Hi no sumire“ (火の菫) – „Violett des Feuers“ –1939,
- „Mahiru no remon“ (真昼のレモン) – „Zitronen am Mittag“ – 1954,
- „Kūki no hako“ (空気の箱) – „Kasten in der Luft“ – 1966,
- „Shiro no tampen“ (白の断片) – „Bruchstücke von Weiß“ – 1973.